# Aphaena submaculata
Aphaena submaculata là một loài rầy trong phân họ Aphaeninae của họ Fulgoridae. Nhiều phân loài khác nhau phân bố khắp khu vực Đông Dương. Loài này được Frederick William Hope quan sát lần đầu tiên vào năm 1840 và được James Duncan mô tả chính thức vào năm 1843. Kể từ đó, loài này đã trải qua nhiều lần phân loại lại và hiện có 3 phân loài được công nhận khác nhau về màu sắc và/hoặc chiều dài. Loài này ăn nhựa cây thông qua phần miệng chuyên biệt và có vòng đời biến thái không hoàn toàn.

## Phân loại và khám phá
Aphaena submaculata là một loài rầy fulgoridea. Ghi chép sớm nhất về loài này xuất phát từ năm 1840 khi nhà côn trùng học Frederick William Hope mô tả loài này là Aphana submaculata, một nomen nudum. Aphaena submaculata được James Duncan mô tả chính thức vào năm 1843.  Trong tài liệu năm 1843 của Duncan, ông cũng gọi loài này là Aphana submaculata. Năm 1851, Francis Walker đề xuất danh pháp thay thế Aphaena submaculata. Năm 1863, Carl Stål phân loại lại loài này là Euphria submaculata.
Cùng thời điểm với phát hiện của Duncan, Carl Stål đã mô tả Aphana resima là một loài riêng biệt vào năm 1855. Năm 1858, Francis Walker đã phân loại lại Aphana resima thành cách viết khác là Aphaena resima. Năm 1895, Carl Eduard Adolph Gerstaecker lại phân loại lại loài này là Euphria resima. Năm 1906, William Distant xác định rằng Euphria resima đồng nghĩa với Euphria submaculata, điều này đã hạ cấp Euphria resima thành một danh pháp đồng nghĩa. Distant cũng xác định được 2 phân loài bổ sung: Aphaena (Aphaena) submaculata subsp. burmanica và Aphaena (Aphaena) submaculata subsp. consanguine. Việc phân loại lại này được giữ nguyên sau khi Victor Lallemand xem xét vào năm 1963. Năm 1947, Robert L. Metcalf phân loại lại loài này lần cuối cùng là Aphaena (Aphaena) submaculata, tên hiện được chấp nhận của nó. A. submaculata, cùng với các thành viên khác trong họ Fulgoridae, được gọi một cách thông tục trong tiếng Anh là "lanternflies (đèn lồng)".

Hiện tại có 3 phân loài được công nhận thuộc Aphaena (Aphaena) submaculata:
- Aphaena (Aphaena) submaculata subsp. burmanica (Distant, 1906)
- Aphaena (Aphaena) submaculata subsp. consanguinea (Distant, 1906)
- Aphaena (Aphaena) submaculata subsp. resima (Stål, 1855)

## Mô tả

### Aphaena (Aphaena) submaculata
Trong mô tả năm 1906 của William Distant về Aphaena (Aphaena) submaculata, ông cho biết đầu, ngực trên và chân có màu đất son. Các mép bên của ngực trước có màu đen và phần bụng được tạo thành từ các mép phân đoạn màu đất son và đen, với màu sắc được mô tả tương tự như màu hắc ín. Bụng được bao phủ bởi các cánh trước và các đốm sáng màu đỏ gạch, các sọc cũng có màu đen. Đốt ống có màu xanh lục, cánh da có màu đỏ xỉn và được bao phủ bởi đốm sáng. Viền của cánh da có các đốm sáng đều đặn, trong khi vùng đỉnh được bao phủ bởi các đốm sẫm màu hơn. Mặt dưới của cánh da có màu đỏ tươi với những đốm trắng nhạt. Tại vùng sườn của cánh cũng có một loạt đốm xanh đen và cánh chuyển dần sang màu đen khi đến gần bụng. Vùng hậu môn và vùng sau có nhiều đốm rải rác. Ngực giữa có ba đường gờ. Chiều dài của A. submaculata khi không tính cánh da là 20 milimét (0,79 in) đến 22 milimét (0,87 in) và với cánh da thì chiều dài là 65 milimét (2,6 in) đến 76 milimét (3,0 in).

### Aphaena submaculataconsanguinea
Phân loài Aphaena submaculata consanguinea khác với A. submaculata ở chỗ cánh da của nó không có các đốm, thay vào đó nó có các màng ngang màu đỏ sẫm, không đều và hẹp hơn đáng kể so với Aphaena (Aphaena) submaculata. Phân loài này cũng không có các đốm xanh đen dọc theo vùng sườn và đôi cánh của nó chỉ có màu đen ở gốc cánh, đốt ống trước và xương cổ chân. Không bao gồm cánh da, chiều dài của chúng là 15,5 milimét (0,61 in) đến 20,5 milimét (0,81 in) và với cánh da thì là 52 milimét (2,0 in) đến 70 milimét (2,8 in). Phân loài này nhỏ hơn một chút so với A. submaculata. Distant đã mô tả các phân loài là "khó phân biệt và các đánh giá cá nhân về việc phân loại các loài phải thường xuyên được đưa ra".

### Aphaena submaculataburmanica
Cơ thể và chân của chúng có màu vàng nhạt với hai bên đầu và chân màu đỏ. Phần trên của mỏ, rìa bên của ngực trước, đốt ống trước, phần trên của đốt ống giữa và sau và toàn bộ xương cổ chân đều có màu đen. Bụng được bao phủ bởi các đốm sáng, và cánh da có màu đỏ hồng với rìa được bao phủ bởi các đốm. Các đốm ở mép sườn được thiết kế dạng đường trong khi mép ngoài có đốm không đều. Cánh có màu đỏ đậm hơn so với cánh cánh da và đầu cánh có màu vàng son. Đầu hậu môn được bao phủ bởi những đốm lớn rải rác. Ngực giữa có một bộ gồm ba đường gờ và mỏm đầu kéo dài từ đáy bụng đến giữa ngực trước. Kích thước của nó tương đương với A. submaculata; chiều dài của chúng là 21 milimét (0,83 in) và với cánh da, 72 milimét (2,8 in).

## Hành vi và phân bố
A. submaculata sử dụng phần miệng chuyên dụng để đâm thủng cây và hút nhựa cây. Người ta đã quan sát thấy nó ăn cùng với Lycorma Imperialis.  Đây là loài biến thái không hoàn toàn và là loài đặc hữu của Bangladesh, Myanmar và Việt Nam. Ngoài ra loài này cũng đặc hữu ở các khu vực Sikkim, Assam và Darjeeling ở Ấn Độ. 